# Laurent Théry
Laurent Théry, né le 18 août 1949 à Roanne (Loire), est un économiste et urbaniste français.

## Biographie
Entre 1985 et 1995, il travaille avec le maire de Saint-Nazaire, Joël Batteux, au projet de développement de la ville, frappé par la crise économique et au ralentissement de l'activité quasi-exclusive de la ville, la construction navale.
Entre 1996 et 2003, il travaille avec le maire de Nantes, Jean-Marc Ayrault, au développement de l'agglomération nantaise, d'abord comme directeur du District, puis comme directeur général de la communauté urbaine de Nantes.
Entre 2004 et 2010, il a dirigé la Samoa (Société d'aménagement de la métropole Ouest Atlantique), société d'économie mixte devenue société publique locale, créée pour le projet d'urbanisation de l'île de Nantes, et qui assure la maîtrise d'ouvrage du projet.
En 2010, il devient directeur de la société anonyme d'économie mixte Euralille.
En 2012, il est nommé, lors du Conseil des ministres du 19 septembre 2012, préfet délégué au projet de création de la Métropole d'Aix-Marseille-Provence,
Cette nomination fait suite au comité interministériel d'aménagement du territoire du 7 septembre 2012 consacré à la thématique de Marseille et sa métropole sur le plan de la sécurité,et du développement économique notamment. Il occupe cette poste jusqu'en 2016.

## Réalisations
- Réaménagement urbain de l'île de Nantes entre 2003 et 2010.

## Distinctions
- Grand Prix de l'urbanisme[3] en 2010.